# 眼子菜
眼子菜又名异匙叶藻（学名：Potamogeton distinctus）为眼子菜科眼子菜属下的一个种。

## 扩展阅读
- 維基物種上的相關：眼子菜